# Black Cobra 4 - Detective Malone
Black Cobra 4 - Detective Malone è un film del 1991 diretto da Umberto Lenzi con lo pseudonimo Bob Collins. É l'ultimo film della saga cominciata con The Black Cobra.

## Trama
Una banda di terroristi rapisce l'ingegnere elettronico Barry Wilson, chiedendogli di creare un sistema di sicurezza per il loro complesso. Ma, sarà il detective Robert Malone a fermarlo.